# Едуард Сперцјан
Едуард Мкртичевич Сперцјан (јерм. Էդուարդ Մկրտիչի Սպերցյան; Ставропољ, 7. јун 2000) је јерменски фудбалер који тренутно наступа за Краснодар. Игра на позицији везног играча.

## Успеси
Краснодар
- Куп Русије: (финале: 2022/23)[7]

Појединачни
- Најбољи асистент Премијер лиге Русије: 2022/23.[8]
- Играч месеца у Премијер лиги Русије: октобар 2023.[9]
- Међу 33 најбољих фудбалера Премијер лиге Русије: 2022/23.[10]
- Играч сезоне ФК Краснодар: 2021/22,[11] 2022/23.[12]
- Најбољи јерменски фудбалер: 2022.[13]